# Bérengère Krief
Pour les articles homonymes, voir Krief.
 (octobre 2023).
Bérengère Krief, née le 16 avril 1983 à Lyon, est une humoriste et actrice française.
Elle se fait connaître grâce à sa participation à la mini-série Bref. créée par Kyan Khojandi et Bruno Muschio diffusée en 2011 sur Canal+, puis elle devient populaire avec ses spectacles One Man Show de 2011 à 2017, Amour de 2019 à 2023, pour lequel elle est nommée au Molière de l'humour, et "Sexe", également distinguée pour les nominations des Molières 2025 pour le meilleur spectacle d'humour.

## Biographie
Bérengère Krief est née à Lyon. Son père Jean-Yves Krief et son frère Anthony travaillent dans l'agro-alimentaire. Ils sont à la tête de Vitacuire, une entreprise familiale fondée en 1952 par les grands-parents de Bérengère, restaurateurs lyonnais arrivés d'Algérie, qui se lancent dans la livraison de pâte feuilletée fraîche puis inventent le friand surgelé.
Elle commence le théâtre à 9 ans. Elle considère le théâtre comme une vocation. En 2001, elle passe son baccalauréat littéraire et poursuit par un DEUG Arts du spectacle à l'université Lyon 2, qu'elle obtient en 2003.
En 2003, toujours à Lyon, elle s'inscrit à une formation professionnelle d'acteurs, l'« Acting Studio », dirigée par Joëlle Sevilla (belle-mère d'Alexandre Astier dans la série Kaamelott et sa mère dans la vie) et continue en parallèle à jouer dans plusieurs pièces dont Le Songe d'une nuit d'été, où elle rencontre Simon Astier avec lequel elle travaillera entre 2008 et 2010 sur la série Hero Corp (rôle de Britney, premier amour du personnage principal).
En 2010, elle crée son premier spectacle qu'elle jouera au théâtre Le Point-Virgule, célèbre scène parisienne. Pendant l'été 2011, les auteurs de la série Bref., Kyan Khojandi et Bruno Muschio, lui proposent le rôle de Marla (le plan cul régulier), le programme est diffusé sur Canal+ et son succès est immédiat. C'est à ce moment-là que sa carrière prend un véritable tournant.
Entre 2011 et 2017, son spectacle Bérengère Krief affiche complet à Bobino, au Bataclan, à l'Olympia, au Trianon et en tournée dans toute la France.
En 2012, elle participe avec Jamel Debbouze au Marrakech du rire et également au Festival de Montreux dans un gala spécial Bref. réunissant tous les acteurs de la série.
Le 8 mars 2014, Jérôme Niel lui offre un rôle dans la mini-série Les Tutos de Jérôme Niel diffusée dans Le Grand Journal sur Canal+, à l'occasion de la Journée internationale des droits des femmes.
Depuis 2014, elle apparaît en tant que chroniqueuse pour le journal Le Point, dans la rubrique « L'écume du jour ».
En 2016, elle joue dans le film Adopte un Veuf, réalisé par François Desagnat, avec André Dussollier. Le film fera un million d'entrées et sera récompensé au festival du cinéma de l’Alpe d'Huez.
En 2018, elle joue dans le film L'école est finie, réalisé par Anne Depétrini.
De 2019 à 2023, Bérengère revient sur scène, avec son spectacle Amour, qui fera 350 000 spectateurs.
En 2021, elle fait partie du casting de la première édition de LOL, qui rit sort ! diffusé sur Prime Video. Sa carte Joker fait beaucoup parler d'elle : elle joue une prof de yoga un peu ballonnée et propose des exercices de kundalini.
En septembre 2023, on joue un petit rôle aux côtés de Karin Viard et Franck Dubosc dans Nouveau Départ réalisé par Philippe Lefebvre.
En octobre 2023 sort sur Prime Video la saison spéciale Halloween de LOL, qui (c)rie sort ! à laquelle elle participe.
En 2024, Krief lance son troisième spectacle, Sexe,,,, mis en scène par Pamela Ravassard,. Ce spectacle lui vaut une nouvelle nomination aux Molière 2025, pour la catégorie du meilleur spectacle d'humour où Nora Hamzawi, Waly Dia et Paul Mirabel sont également distingués fin mars. 

### Vie privée
De 2012 à 2014, elle est en couple avec Monsieur Poulpe.

## Filmographie

### Cinéma

#### Longs métrages
- 2013 : Joséphine d'Agnès Obadia : Chloé
- 2016 : Joséphine s'arrondit de Marilou Berry : Chloé
- 2016 : Adopte un veuf de François Desagnat : Manuela Baudry
- 2017 : Bad Buzz de Stéphane Kazandjian : Sophie
- 2018 : L'école est finie d'Anne Depétrini : Agathe
- 2018 : Le gendre de ma vie de François Desagnat : La patiente de Stéphane en échographie
- 2019 : Victor et Célia de Pierre Jolivet : Louise
- 2019 : Quand on crie au loup de Marilou Berry : Pauline Pividale
- 2020 : Brutus vs César de Kheiron : Erell
- 2022 : Les Folies fermières de Jean-Pierre Améris : Laëtitia
- 2023 : Nouveau départ de Philippe Lefebvre : Inès

#### Courts métrages
- 2009 : Machination d'Arnaud Demanche : l'assistante hurleuse
- 2013 : Being Homer Simpson d'Arnaud Demanche : Catherine
- 2014 : WorkinGirls, la grande évasion de Sylvain Fusée : une gardienne

#### Doublage
- 2013 : Les Croods de Chris Sanders et Kirk DeMicco : Eep (voix française)
- 2016 : Cigognes et Cie de Nicholas Stoller et Doug Sweetland : Tulip (voix française)

### Télévision
- 2010 : Hero Corp, série de Simon Astier : Britney (3 épisodes)
- 2011-2012 : Bref. shortcom de Kyan Khojandi et Bruno Muschio : Marla
- 2012 : Le Golden Show - Da Vagin Code
- 2013 : Palmashow l'émission (apparaît dans le sketch Quand ils ont un rencard)
- 2013 : C'est la crise ! série d'Anne Roumanoff : Bérengère
- 2014 : Méfions-nous des honnêtes gens de Gérard Jourd'hui : Germaine Ancelot
- 2019-2020 : Têtard : Emma
- 2021 et 2023 : LOL : qui rit, sort ! sur Prime Video : participation (saison 1 et spin-off)
- 2022 : Syndrome E de Laure de Butler : Clara Barsky
- 2022 : Les Histoires d'Anouk de Jacques Kluger : Anouk
- 2022 : Tous Inconnus de Nicolas Hourès : Bérengère Krief
- 2023 : Un gars, une fille (au pluriel) : Une fille
- 2025 : Bref.2, de Kyan Khojandi et Bruno Muschio : Marla

### Clips
- 2014 : La Caissière du Super[23], clip de Arthur H

### Podcast
- 2020 : Un Bon Moment avec Alice David de Kyan Khojandi et Bruno Muschio
- 2021 : POPOTES de Monsieur Poulpe avec Antoine de Caunes, Domingo (streamer) et Marion Séclin en live sur Twitch
- 2024 : Un Bon Moment avec Manu Payet de Kyan Khojandi et Bruno Muschio

## Spectacles
- 2007-2009
  - 3 nuits pas plus / Julie Dousset, comédie dramatique
  - Asseyez-vous sur le canapé, j'aiguise mon couteau / Alexandre Delimoges, comédie
  - Pierre et la Princesse ensorcelée / Martin Leloup, jeune public
  - La Princesse au petit pois dans la tête / Martin Leloup, jeune public
- 2008
  - Nationale 666 / Lilian Lloyd, comédie de mœurs
- 2009
  - Ma mère, mon chat et Docteur House / Bérengère Krief, seule en scène
  - Le Connasse Comedy Club
  - Les Colocataires
- 2010 : Ma mère, mon chat et Docteur House / Bérengère Krief, seule en scène
- 2011 : Ma mère, mon chat et Docteur House / Bérengère Krief, seule en scène
- 2012 : Bérengère Krief, seule en scène (Le Grand Point-Virgule)
- 2020 : Amour / Bérengère Krief, seule en scène
- 2024 : Sexe[2]

## Festivals
- 2010 : Paris fait sa Comédie
- 2010 : Marathon du Rire de Paris au Théâtre Le Bout
- 2011 : Montreux Comedy festival[24]
- 2012 : Montreux Comedy festival[25]
- 2012 : Marrakech du rire festival

## Émissions de télévision
- 2011 : On n'demande qu'à en rire, émission TV France 2
- 2012 : Ce soir avec Arthur sur Comédie+, présentation du JT people
- 2012 : Stand Up TV sur Comédie+, sketches
- 2014 : Les Tutos, sur Canal +
- 2018 : Burger Quiz fausses pubs, sur TMC
- 2022 : Drag Race France , sur France 2 et France.tv Slash
- 2022 : Membre du jury à l'Élection de Miss France 2023

## Distinctions

### Nominations
- Molières 2025 : Molière de l'humour pour Sexe